# Benito Gavazza
Benito Gavazza (Torino, 23 gennaio 1926 – Cormons, 20 febbraio 2010) è stato un generale italiano, ex comandante del IV Corpo d’Armata Alpino e del Comando NATO-FTASE di Verona.

## Biografia
Il generale Benito Gavazza ha percorso tutta la sua carriera militare nel corpo degli alpini. Colonnello comandante del 5º Reggimento alpini di Merano, della brigata alpina "Orobica", negli anni settanta, ricoprì la carica di capo di stato maggiore della Brigata alpina "Cadore", comandante della Brigata alpina "Julia" dal 1978 al 1980.
È stato direttore del SIOS-Esercito, il servizio informazioni, dal 1980 al 1983, comandante del Corpo d'Armata Alpino di Bolzano dal 1983 al 1987, e infine assunse il Comando Forze Terrestri Alleate del Sud Europa, con il quartier generale a Verona, dal 1987 al 1989.
Posto in congedo nel 1989, il generale Gavazza fu nominato Commissario Generale delle "Onoranze ai Caduti in Guerra" con l'incarico del recupero delle salme dei caduti italiani sul fronte russo nel corso della seconda guerra mondiale.

## Onorificenze
- The Legion Of Merit - The United States of America, 1º marzo 1989
- Attestato di Benemerenza cap Gavazza Benito Vajont, ottobre 1963
- Medaglia mauriziana Gen. C.A. Gavazza Benito, 12 febbraio 1985
- Honorary Texas Citizen - The State of Texas, 30 marzo 1987